# Ariel McDonald
Ariel Rene McDonald (Harvey, Illinois, 13. siječnja 1972.) je američki profesionalni košarkaš. Igra na poziciji razigravača, a trenutačno je slobodan igrač. 

## Karijera
Karijeru je započeo 1989. na sveučilištu Minnesota. Ondje je proveo pet sezona, ali valja napomenuti da u prvoj sezoni nije zabilježio nijedan nastup već je samo trenirao. Nakon završetka sveučilišta odlazi u Europu i potpisuje za mali belgijski klub Braine Castor, a kasnije za slovenski Interier Krško. Ubrzo je napustio Interier Krško i potpisuje za jednog od najvećih slovenskih košarkaških klubova Olimpiju Ljubljanu. S njom je igrao u najjačem europskom košarkaškom natjecanju Euroligi. Sljedeći klub u kojem je igrao bio je izraelski Maccabi Tel Aviv. Ubrzo je u Izraelu, zajedno s Nateom Huffmanom i Anthony Parkerom postao prava košarkaška zvijezda. U tri godine provedene u Maccabiju osvojio je Suproligu 2001. godine i dvaput stigao do Final Foura Eurolige 2000. i 2002. godine. Za Maccabi je odigrao 139 utakmica i pritom postigao 1606 poena. Karijeru je nastavio u Maccabijevom najvećem rivalu Panathinaikosu. U dresu Panathinaikosa je prosječno u euroligaškoj sezoni 2003./04. postizao 10.6 poena, 2.9 skokova i 3.9 asistencija. Od 2005. do 2008. bio je član španjolskog prvoligaša Akasvayu Girone, a u siječnju 2008. vratio se je u svoj nekadašnji klub ruski Dinamo iz Moskve, u kojem je proveo sezonu 2004./05. Dio sezone 2008./09. proveo je kao član talijanskog Montepaschija iz Siene. Danas je slobodan igrač. 

## Vanjske poveznice
- Profil[neaktivna poveznica] na Basketpedya.com
- Profil na Euroleague.net
- Navijačka stranica Ariela McDonalda